# Многоозерний
Многоозе́рний (рос. Многоозёрный) — селище у складі Троїцького району Алтайського краю, Росія. Адміністративний центр Южаковської сільської ради.

## Населення
Населення — 447 осіб (2010; 715 у 2002).
Національний склад (станом на 2002 рік):
- росіяни — 98 %